# الكرارمة (الكفيفات)
الكرارمة هو دُوَّار يقع بجماعة لڭفيفات، إقليم تارودانت، جهة سوس ماسة في المملكة المغربية. ينتمي الدوّار لمشيخة الكفيفات التي تضم 22 دوار. يقدر عدد سكانه بـ 866 نسمة حسب الإحصاء الرسمي للسكان والسكنى لسنة 2004.

## روابط خارجية
- البوابة الوطنية للجماعات الترابية
- المندوبية السامية للتخطيط